# Éjjeli Őrség
Az Éjjeli Őrség George R. R. Martin A tűz és jég dala című regénysorozatában megjelenő több, mint nyolcezer éves intézmény. Az Éjjeli Őrség tagjai feketében járnak, életüket a Fal védelmére szánták, mely elválasztja a Hét Királyságot az északabbra élő vadaktól és a mondák szerinti szörnyektől, a Másoktól.
A regénysorozatban többnyire Havas Jon, néha Samwell Tarly szemszögéből ismerhetjük meg az Éjjeli Őrséget, majd láthatjuk fokozatosan kibontakozni a Falon túli fenyegetéseket.

## A Fal

A Fal dél felől, ábrázolás a Trónok harca című sorozatban

A Mások, az Éjjeli Őrség tőlük is védi a birodalmat

A Fal Westeros kontinensének leghatalmasabb építménye. Építő Brandon építette a Hősök Korában, hosszúsága 300 mérföld (kb 480 km), magassága 700 láb (kb 210 m). A Fal tövében összesen 19 vár sorakozik, ezek közül a legnagyobb a Fekete Vár, az Őrség fő támaszpontja.
A Fal előtt elterülő vidéket Brandon Adományának (Brandon's Gift) nevezik, mivel ezt a területet az Őrség ajándékba kapta a Starkoktól, hogy magukat és a várak védelmét elláthassák. Az Adomány a történet kezdetekor gyéren lakott terület, mivel a lakosság fél az északról érkező vadak támadásaitól és fosztogatásaitól. Ezen túl terül az Új Adomány (The New Gift), ami az őrség fénykorában ugyanazt a célt szolgálta, mint az idősebb adomány.

## Az Éjjeli Őrség testvérei
Az Őrség kezdetben elég tagot számlált ahhoz, hogy a Fal tizenkilenc erődjét elegendő személyzettel lássa el, ám az évezredek alatt szerepük fokozatosan csökkent, mivel az birodalom lakói már nem vették komolyan az északról fenyegető veszélyeket. Így a létszám csökkenésével az Őrség fokozatosan az erődök elhagyására kényszerült, végül a regénysorozat idején csak hármat (Fekete Vár, Keleti Őrség, Árnyéktorony) népesít be, őrizetlenül hagyva a Fal nagy részét.
Az Őrségben szolgáló emberek nagy része jelenleg képzetlen ifjú, vagy már túl öreg. Az utánpótlás főképp tolvajokból, gyilkosokból és erőszaktevőkből áll, mivel aki csatlakozik az Éjjeli Őrséghez azt felmentik korábbi bűnei alól és elkerülheti a halálbüntetést, de nemesi származásúak is találhatóak az Őrség tagjai között, például a regénysorozat egyik főhőse, Havas Jon, Eddard Starknak, Észak őrzőjének fattyú fia, vagy Samwell Tarly, aki Szarvhegy urának, Randyll Tarlynak elsőszülött fia. Az Éjjeli Őrség jelenlegi, kilencszázkilencvennyolcadik parancsnoka Ser Jeor Mormont.
Az Őrség tagjai csak fekete ruhát viselhetnek, innen ered a "fekete testvérek" elnevezés. Az Éjjeli Őrség tagjai három rendre tagolódnak, ezek az alábbiak:
- Felderítők: A legmegbecsültebb alakulat, a harcoló réteg, mely a Falon túl végez felderítést és kutatást. Vezetőjük az Első Felderítő.
- Intézők: A Fal fenntartói, ők gondoskodnak az élelmezésről, dolgoznak a konyhán, gondozzák a lovakat, végzik a mindennapi teendőket. Vezetőjük az Első Intéző.
- Építők: Ők végzik a Fal karbantartását, javítását és fejlesztését. A Fal tetején járőröznek, vezetőjük az Első Építő.

## Eskü
Az Éjjeli Őrség tagjai fogadalmukat esküvel szentesítik, mely szerint nem nemzhetnek gyereket és életük végéig a Falat szolgálják. Az esküt a Hét Hitének követői szentélyben, a Régi Istenek követői pedig egy varsafa előtt teszik le.
Az eskü szövege az alábbi:
Sűrűsödik az éj, elkezdődik az őrségem. Nem ér véget halálom napjáig. Nem veszek feleséget, nem birtoklok földet, nem nemzek gyermekeket, nem viselek koronát és nem aratok diadalt. A helyemen élek és halok meg. Kard vagyok a sötétségben. A falak őre vagyok. A tűz vagyok, amely elűzi a hideget, a fény, amely elhozza a hajnalt, a kürt, amely felébreszti az alvókat, a pajzs, amely az emberek birodalmát védelmezi. Az Éjjeli Őrségnek ajánlom életemet és becsületemet a mai éjszakára és minden éjszakára, amely ezután következik.
Az eskü mellett azt is megfogadják, hogy a Hét Királyság ügyeiben nem vesznek részt, belviszályokba és harcokba nem avatkoznak be. Nem tartoznak hűséggel egyik főúrnak sem. Háborúban az a bevett szokás, hogy minden királyt tisztelnek, de el nem ismernek.

## Az Őrség története a regények idején
Az első könyv elején Ser Jeor Mormont az Éjjeli Őrség parancsnoka, ekkor érkezik a Falra Eddard Stark fattyú fia, Havas Jon. Az eltűnt felderítők (Benjen Stark, Ser Wayman Royce) miatt a parancsnok nagyszabású felderítést tervez, mely során mélyen behatolnak a Kísértetjárta Erdőbe. A Vén Medve a Fekete Várban állomásozók közel felét magával szándékozik vinni, ez kb. 200 fő.
A felderítők elindulnak és azt tapasztalják, hogy a vadak falvai, melyek mellett elhaladtak, mind-mind üresen állnak. A nagy hóban egészen az Elsők Ökléig merészkednek, ahol a Mások megtámadják őket. Havas Jon rémfarkasa, Szellem itt találja meg egy volt felderítő sírját, és vele együtt a felszerelését is, melyben a legnagyobb kincs az obszidiánból (Sárkányüveg) készült tőr, amivel meg lehet ölni a Másokat.  A csatát megnyerik, azonban veszteségeik jelentősek, majd a megfogyatkozott, éhező és fázó csapat elindul vissza a Fekete Várba.
Mint az odaúton, visszafelé is betérnek Craster Erődjébe. Craster az Őrség állítólagos barátja, kétes erkölcsű férfi, ki leányait feleségül veszi, majd újabb gyermekeket nemz.
Itt azonban tragikus dolog történik. Egy felesküdött testvér, ki szívből gyűlöli Havas Jont és Sam-et, puccsot szervez, melynek során Jeor Mormont parancsnokot, a Vén Medvét meggyilkolják.
Mikor visszatérnek a Fekete Várba, új parancsnokot választanak. A két legesélyesebb jelölt Janos Slynt és Bowen Marsh, de Samwell Tarly egy rafinált húzással mindkét felet ráveszi arra, hogy Havas Jonra szavazzanak. Így az őrség kilencszázkilencvenkilencedik parancsnoka az ifjú Havas Jon lesz. A későbbiekben a Varjak rájönnek, hogy azért nem találtak egyetlen vadat sem a falvakban, mert összehívta őket a vadak önjelölt királya, egy dezertált varjú, a magát a Falontúli Királynak nevező Mance Rayder. Az egyesült vadak támadást intéznek a Fal ellen, de Stannis Baratheon és az utolsó pillanatban érkező csapata ellen a harcban járatlan Vadak tehetetlenek. Mance Raydert túszul ejtik.
Ezután Stannis-ék a Falon maradnak, ami Jonnak ismét egy probléma, mert az Őrség az esküben foglaltak alapján nem avatkozhat bele a birodalom ügyeibe. Jon a Mások ellen való védelem érdekében áthívja a vadakat a Falon, és azt tervezi, hogy letelepíti őket az Adomány területén, illetve a harcképes férfiakat a Falra vezényli. Ezt sokan ellenzik, hisz eddig a vadak az Őrség ellenségei voltak. Jon újra megnyit néhány régi erődöt a Fal mentén, és mikor az egyik ilyen erőd és az ott lévő vadak élére akarja állítani Janos Slyntet, az megtagadja a parancsot, ezért Jon lefejezi az udvaron, mindenki szeme láttára, ezzel bizonyítva rátermettségét, és emlékeztetve az Őrséget arra, hogy ő a parancsnok.
Ezután megérkeznek az eddig visszakozó vadak is Óriásvész Tormund vezetésével, Jon őket is beengedi, ami megint nagy felháborodást vált ki a varjak között. Ezt követően Jon a királynéhoz indul, de amint belép a kapun, egy rövid párbeszéd után tőrt rántanak a lázadók és leszúrják Havas Jont, az Őrség kilencszázkilencvenkilencedik parancsnokát. Így végződik a Sárkányok tánca.